# Gebhard von der Schulenburg-Wolfsburg
Karl Friedrich Gebhard Graf von der Schulenburg-Wolfsburg, eigentlich Carl Friedrich Gebhard Graf von der Schulenburg, (* 21. März 1763 in Braunschweig; † 25. Dezember 1818 ebenda) war ein Großgrundbesitzer. Während des Ancien Régime war er im Fürstentum Braunschweig-Wolfenbüttel hoher Hofbeamter, im Königreich Westphalen war er Präsident der Reichsstände und im Herzogtum Braunschweig war er führender Politiker.

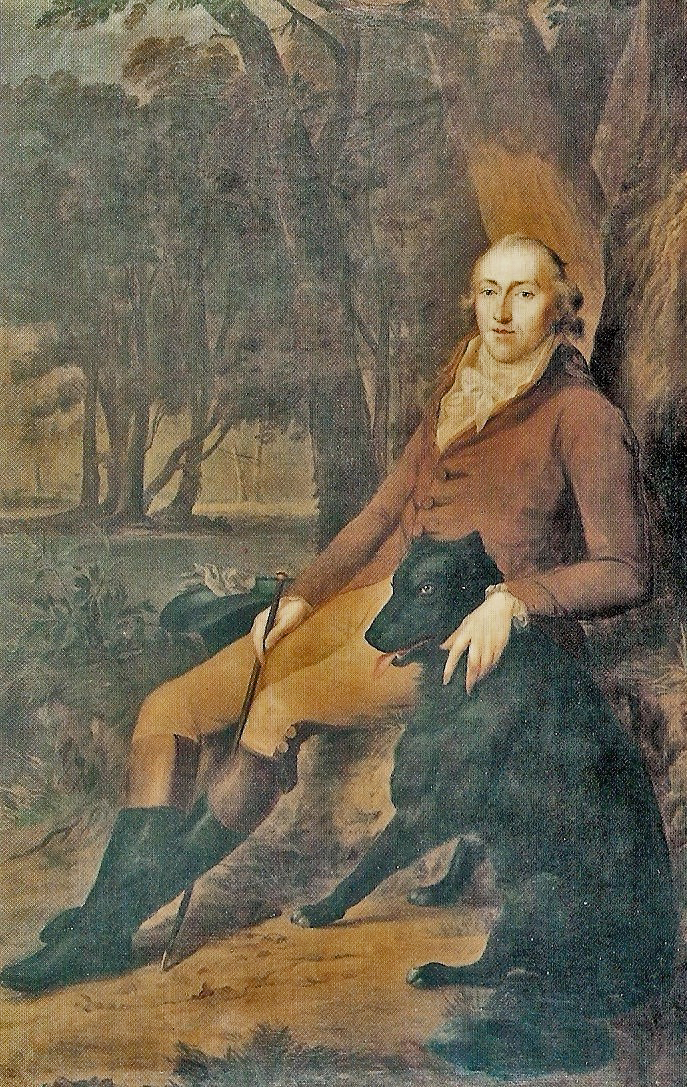
Gebhard Graf von der Schulenburg

## Zeit des Ancien Régime
Er war ältester Sohn von Gebhard Werner Graf von der Schulenburg (1722–1788) aus dem Hause Wolfsburg, Vertrauter und Minister unter Friedrich II. von Preußen. Die Mutter war Sophie-Charlotte (geb. von Veltheim) (1735–1793). Erzieher war der Theologe Ferdinand Carl August Henke (1748–1786). Dieser begleitete ihn auch nach Magdeburg, wo Schulenburg bis 1777 die Klosterschule Berge besuchte, ehe er zum Collegium Carolinum in Braunschweig wechselte, wo er zwischen 1778 und 1782 vor allem Naturwissenschaften studierte. Seit 1782 studierte er in Göttingen vor allem Rechtswissenschaften. Danach verbrachte er die Jahre 1784 bis 1786 als Gesellschafter des Erbprinzen Karl Georg August von Braunschweig-Wolfenbüttel (1766–1806), Sohn von Karl Wilhelm Ferdinand von Braunschweig-Wolfenbüttel, in Lausanne. 
Danach ging Schulenburg zurück nach Braunschweig. Er wurde Kammerjunker und Assessor bei der Klosterratsstube. Nach dem Tod des Vaters wurde er 1788 Schlosshauptmann. Er blieb dem Erbprinzen eng verbunden. Er begleitete ihn in die Niederlande zu dessen Hochzeit mit Friederike Luise Wilhelmine von Oranien. In deren Hofstaat versah Schulenburg einige Jahre das Amt eines Oberhofmeisters. 
Diese Position gab er schließlich auf, um sich verstärkt um seine eigenen Besitzungen zu kümmern. Er war Herr auf Wolfsburg, Brome, Bisdorf u. a.

## Familie
Am 17. September 1789 hatte er Anna Christine Wilhelmine von Münchhausen (* 8. April 1769; † 21. März 1832) geheiratet. Sein Schwager Johann Georg Friedrich Freiherr von Friesen war später gemeinsam mit ihm Mitglied der Reichsstände. Aus der Ehe ging Werner von der Schulenburg-Wolfsburg (1792–1861) als Sohn hervor, der im brandenburgischen Provinziallandtag und in der 1. Preußischen Kammer als Abgeordneter wirkte. Auch der Enkel Günther (1819–1895) und der Urenkel Werner (1857–1924) waren Abgeordnete im Preußischen Herrenhaus. Zwei weitere Söhne fielen in den Befreiungskriegen 1813 bzw. 1814.

## Präsident der westphälischen Ständekammer
Nach der Gründung des Königreichs Westphalen 1807 versuchte König Jérôme Bonaparte, ihn für den Staatsdienst zu gewinnen. Dies lehnte Schulenburg ab. Er übernahm allerdings den Vorsitz des Wahlkollegiums des Departement der Oker. Außerdem war er bei den beiden Sessionen 1808 und 1810 Präsident der Reichsstände des Königreichs Westphalen.  
Gleichwohl misstrauten ihm die Behörden, und er stand unter Beobachtung der Geheimpolizei.

## Regierungschef in Braunschweig
Nach dem Ende des Königreichs Westphalen stellte ihn Herzog Friedrich Wilhelm 1814 an die Spitze des provisorischen Regierungskollegiums. Schulenburg begleitete den Herzog in das Hauptquartier der antinapoleonischen Koalition nach Frankreich. Wegen Unstimmigkeiten mit dem Herzog gab Schulenburg bereits 1814 sein Amt wieder auf. 

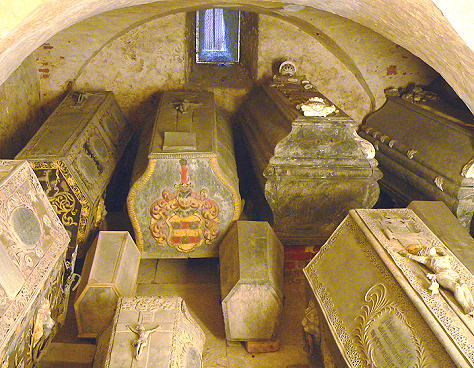
Familiengruft in der St.-Marien-Kirche

Daraufhin kehrte er auf seine Güter zurück. Da diese teilweise auf dem Gebiet des Königreichs Hannover lagen, wurde er vom 15. Dezember 1814 bis zum 25. Dezember 1818 auch Mitglied der Ständeversammlung von Hannover. Der hannoverschen Ständeversammlung stand er vom 15. Dezember 1814 bis zum 16. Oktober 1815 als Präsident vor. Nach dem Tod Herzog Friedrich Wilhelm wurde er noch einmal Vorsitzender des Geheimratskollegiums des Herzogtums Braunschweig. Das Amt übte er bis zu seinem Tod aus. Er war der letzte Schlossherr von Wolfsburg, der in der Familiengruft der St.-Marien-Kirche beigesetzt wurde.

## Auszeichnungen
Am 24. Januar 1810 wurde Gebhard von der Schulenburg-Wolfsburg als Ritter des Ordens der Westphälischen Krone ausgezeichnet. Durch königliches Dekret vom 31. Januar 1810 erhielt er den Titel Excellenz. Er war Träger des Großkreuzes des Guelphen-Ordens, des Roten Adlerordens 1. Klasse und war Rechtsritter des Johanniter-Ordens.